# Zygothrica fijiana
Zygothrica fijiana är en tvåvingeart som beskrevs av Hajimu Takada 1976. Zygothrica fijiana ingår i släktet Zygothrica och familjen daggflugor.
Artens utbredningsområde är Fiji. Inga underarter finns listade i Catalogue of Life.